# Хамхын
Хамхы́н (кор. 함흥시?, 咸興市?) — второй по величине город в КНДР, административный центр провинции Хамгён-Намдо на востоке КНДР.

## География
Хамхын находится на левом берегу реки Сончхон, в восточной части равнины Хамхын (함흥평야).

### Климат
- Среднегодовая температура воздуха — 10,3 °C
- Относительная влажность воздуха — 68,1 %
- Средняя скорость ветра — 1,7 м/с

| Среднесуточная температура воздуха в Хамхыне по данным NASA | Среднесуточная температура воздуха в Хамхыне по данным NASA | Среднесуточная температура воздуха в Хамхыне по данным NASA | Среднесуточная температура воздуха в Хамхыне по данным NASA | Среднесуточная температура воздуха в Хамхыне по данным NASA | Среднесуточная температура воздуха в Хамхыне по данным NASA | Среднесуточная температура воздуха в Хамхыне по данным NASA | Среднесуточная температура воздуха в Хамхыне по данным NASA | Среднесуточная температура воздуха в Хамхыне по данным NASA | Среднесуточная температура воздуха в Хамхыне по данным NASA | Среднесуточная температура воздуха в Хамхыне по данным NASA | Среднесуточная температура воздуха в Хамхыне по данным NASA | Среднесуточная температура воздуха в Хамхыне по данным NASA |
| Янв                                                         | Фев                                                         | Мар                                                         | Апр                                                         | Май                                                         | Июн                                                         | Июл                                                         | Авг                                                         | Сен                                                         | Окт                                                         | Ноя                                                         | Дек                                                         | Год                                                         |
| −4,1 °C                                                     | −1,7 °C                                                     | 3,4 °C                                                      | 10,3 °C                                                     | 15,5 °C                                                     | 19,2 °C                                                     | 22,5 °C                                                     | 23,1 °C                                                     | 18,4 °C                                                     | 12,5 °C                                                     | 5,1 °C                                                      | −0,9 °C                                                     | 10,3 °C                                                     |
| ----------------------------------------------------------- | ----------------------------------------------------------- | ----------------------------------------------------------- | ----------------------------------------------------------- | ----------------------------------------------------------- | ----------------------------------------------------------- | ----------------------------------------------------------- | ----------------------------------------------------------- | ----------------------------------------------------------- | ----------------------------------------------------------- | ----------------------------------------------------------- | ----------------------------------------------------------- | ----------------------------------------------------------- |

## История
Город известен на Корейском полуострове с средних веков. Это родина Ли Сон Ге (1335—1408 гг.), который известен в историографии Кореи как король Тхэчжо — основатель династии Чосон. Он прославился во второй половине XIV века своими победами над монголами и японскими пиратами, после чего создал свою династию. Эта династия — Чосон — просуществовала с конца XIV до начала XX веков.
В марте 1948 года здесь была введена в эксплуатацию Хамхынская трикотажная фабрика - одно из первых крупных предприятий текстильной промышленности КНДР.
Перед началом Корейской войны в Хамхыне был открыт медицинский институт (один из 15 первых высших учебных заведений страны).
2 июля 1950 года находившийся в городе Хамхын Дом культуры Всесоюзного общества культурной связи с заграницей был передан Корейскому обществу культурной связи с СССР.
В 1957 году правительство КНДР приняло решение о индустриализации страны. В мае 1957 года на окраине города была введена в эксплуатацию шелкомотальная фабрика. После завершения строительства в этом районе двух каскадов гидроэлектростанций (Чанджинган и Пуджонган) Хамхын вместе с соседним прибрежным городом Хыннам превратились в крупный промышленный узел.
В 1960—1967 годах являлся городом прямого подчинения.
Во второй половине 1970-х годов Хамхын представлял собой крупнейший в КНДР центр химической промышленности (здесь производились пластмасса, синтетические смолы и др.), а также тяжёлого машиностроения (выпускалось металлургическое, горнорудное, энергетическое и химическое оборудование), сельхозмашиностроения, электротехнической промышленности, выплавки алюминия, текстильной (шёлковая, шерстяная), обувной, пищевкусовой, табачной промышленности и производства стройматериалов.
В 1981 году численность населения города составляла 775 тыс. человек, основой экономики в это время являлись химическая промышленность, цветная металлургия (выплавка алюминия и изготовление изделий из него), машиностроение, текстильная промышленность и предприятия пищевой промышленности.
В конце 2005 года город Хыннам стал административной частью Хамхына.

## Население
В 2008 году население Хамхына составляло 768 551 чел.

## Экономика
Современный Хамхын — важный центр химической промышленности КНДР, в первую очередь благодаря крупному комбинату, где производятся удобрения и прочие необходимые в народном хозяйстве вещества. Город также является крупным портом для внешней торговли. Промышленность представлена производством текстиля (в частности, виналона), металлоконструкций, машиностроением, пищевой промышленностью.
В окрестностях города имеются сельскохозяйственные фермы и поля, где выращивают разные культуры.

### Туризм
В городе развит гастрономический туризм.
- Гостиница «Синхынсан»[2]

В городе есть приморская зона отдыха Мачжон с песчаным пляжем, которая включает отель и большое количество коттеджей.

### Торговля
- Ресторан «Хэян»[2]
- Ресторан «Синхынгван» — выполнен в традиционном стиле, из камня[2]

### Транспорт
Действует троллейбусная линия, соединяющая Хамхын с соседним городом Хыннам.
Действует пассажирская электрифицированная узкоколейная железная дорога колеи 762 мм, соединяющая Хамхын с Хыннамом и характеризуемая как S-Bahn.
В городе расположен порт, дающий выход в Японское море.

## Образование
В городе действуют более десятка вузов и техникумов.
- Хамхынский университет химической промышленности

### Библиотеки
- Общественная библиотека[2]
- Научно-техническая библиотека — после ремонта здание было сильно изменено. Библиотека повторно открылась 2017 году. Здание имеет светло-голубой цвет, перед ним установлена большая инсталляция в виде атома и электронов. Само здание украшено множеством элементов декора, намекающих на передовые технологии и «стиль будущего»[2].

## Культура
- Хамхынский большой театр — является самым большим театральным зданием в КНДР[2].

## Достопримечательности
- Сонхвадан — бывшее правление губернатора провинции. Ранее существовал целый комплекс зданий XV века. Комплекс сильно пострадал во время разных войн, но одно здание сохранилось и сейчас имеет статус культурно-исторического памятника[2].
- Резиденции Ли Сон Ге в которой он проживал после отречения от престола. Представляет собой комплекс деревянных зданий в традиционном корейском стиле. На территории дворца находится значительное количество исторических памятников и объектов. В комплекс входит сосна, возраст которой 450 лет. Сосна необычным образом «стелется» вдоль земли, то поднимаясь, то касаясь грунта и является охраняемым природным памятником[2].

## Памятники
- Мемориала советским воинам «Парк освобождения». Был впервые открыт в 1947 году, но очень сильно пострадал во время Корейской войны 1950—1953 годов. Данный комплекс является крупнейшим из возведенных на территории Корейской Народно-Демократической Республики памятников подобного рода. Несмотря на разрушения в ходе Корейской войны мемориал был восстановлен. В парке находится Монумент Освобождения, который выполнен в форме якоря. В самом начале мемориала расположена «Арка освобождения», где выгравированы сцены, символизирующие дружбу народов СССР и КНДР. Далее идет большая площадь, которая подходит к крупной стеле — «Обелиску освобождения», по обеим сторонам которого написаны огромные цифры — 8 и 15, то есть 15 августа 1945 года, — дата, когда от японской оккупации был освобожден Корейский полуостров. За обелиском находятся памятные плиты и надгробия братских могил, под которыми похоронены 174 бойца Рабоче-крестьянской Красной армии и Военно-морского флота СССР, которые погибли при освобождении Кореи от японской оккупации. В посольстве России подчеркивали бережный уход за мемориалом. В преддверии 75-й годовщины Дня Победы была проведена реконструкция памятника[2][12].

## Галерея

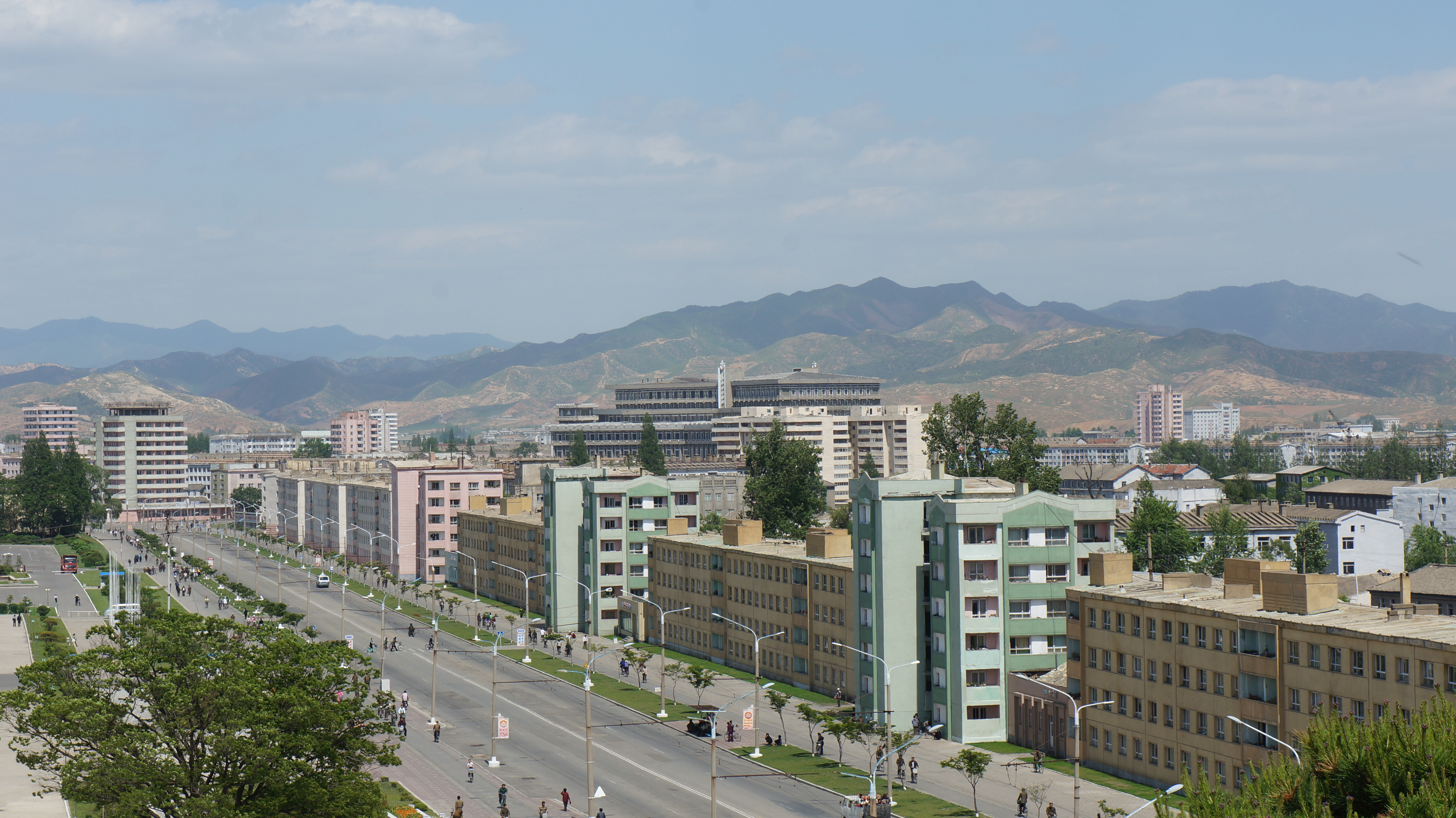
Вид на главную улицу города
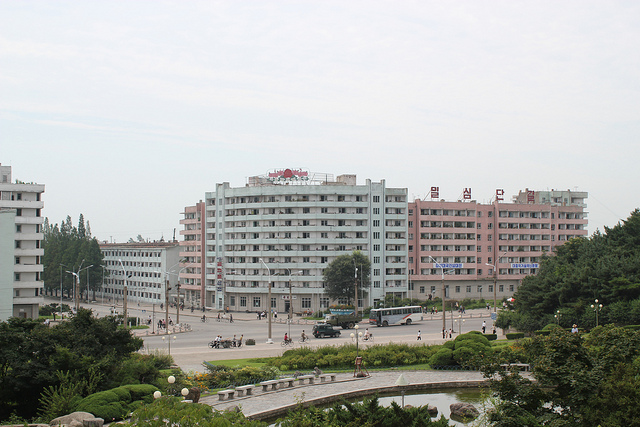
Вид на Хамхын с монумента Ким Ир Сена
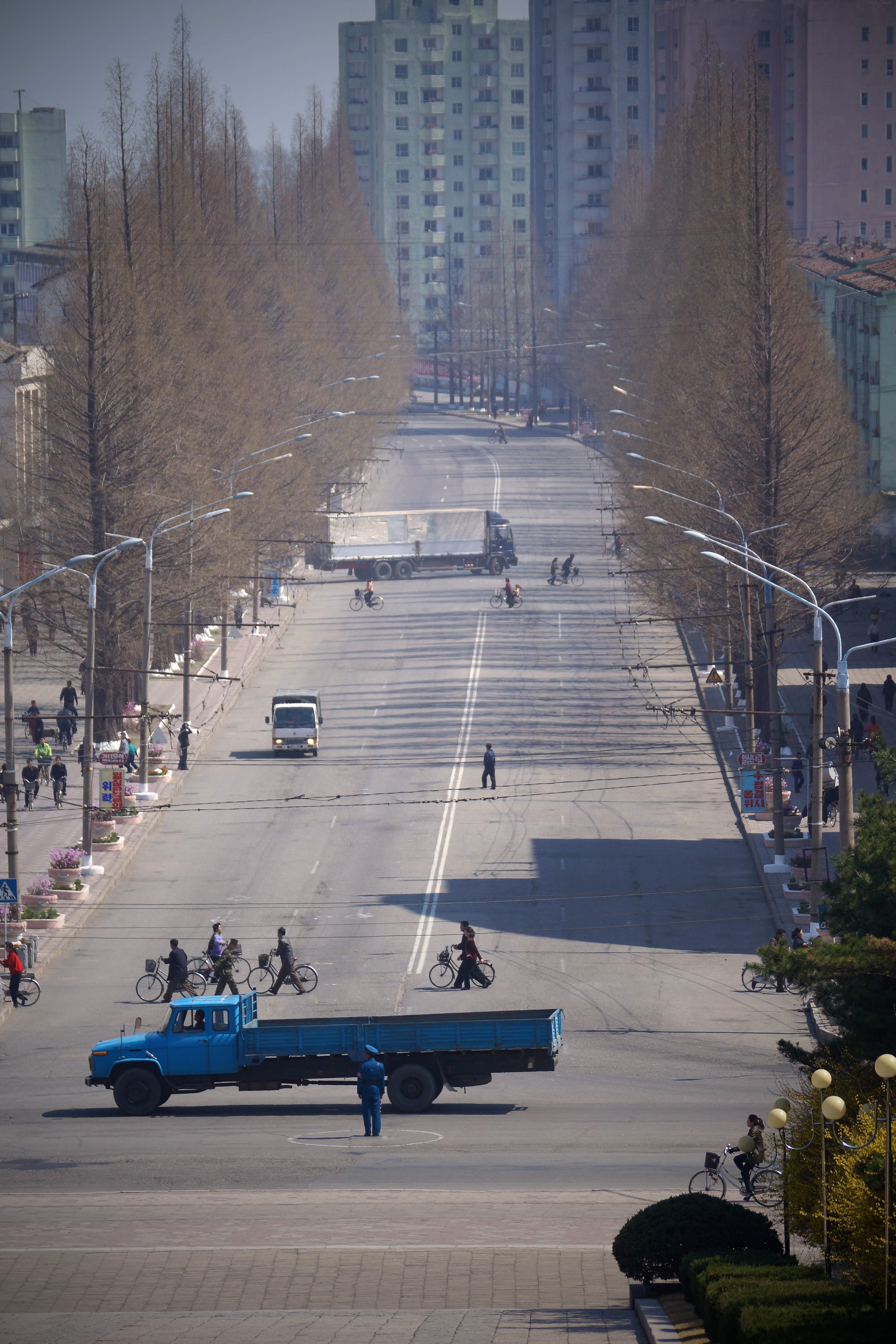
Улица в Хамхыне
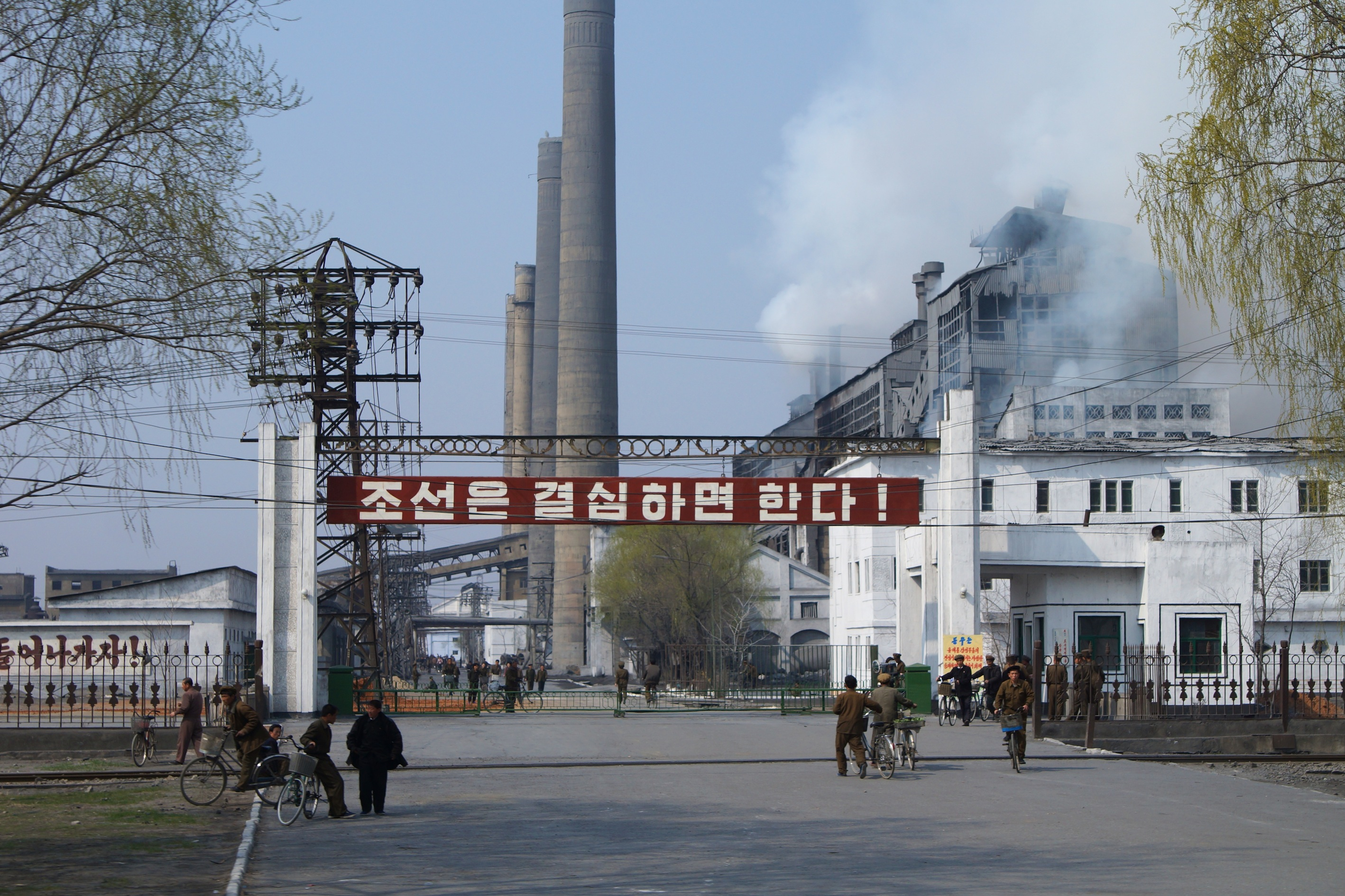
Индустриальные районы Хамхына